# Giovanni Battista Lanzani
Giovanni Battista Lanzani (Bagnolo Mella, 17 ottobre 1936 – Brescia, 1º novembre 2013) è stato un giornalista e direttore di giornale italiano.

## Biografia
Primo dei tre figli del dottor Vittorio, medico condotto a Pedergnaga Oriano, poi San Paolo (Bs), e della maestra Emilia Broli, dopo la maturità classica all'istituto Arnaldo da Brescia, si laureò a Padova, in Giurisprudenza nel 1960 e in Scienze politiche nel 1963.
Negli anni universitari viveva nell’Antonianum, collegio dei Gesuiti. Fu il Rettore, padre Carlo Messori Roncaglia, ex-cappellano militare sommergibilista e fondatore delle Relazioni Sociali, insieme allo zio don Agostino Lanzani, fattosi monaco nel bel mezzo di una brillante carriera di ingegnere, a sviluppare nel giovane Lanzani una fede profonda, autentica, misurata, priva di ogni possibile traccia di esteriorità o bigottismo.
Stava avviandosi alla carriera universitaria quando a soli 58 anni morì il padre per un grave tumore osseo. Richiamato a Brescia dalla famiglia, fu assunto all'Associazione Bresciana Ricerche Economiche, appena costituita dalla Camera di Commercio, con l’incarico di studiare la realtà provinciale e collaborare alla stesura di un piano da inserire fra i documenti programmatici della nascente Regione.
Nel 1965 fu assunto al Giornale di Brescia (il 19 dicembre 1966 divenne giornalista professionista) e ne uscì il 25 aprile 2005, dopo esserne stato per 25 anni il direttore e fino alla sua scomparsa consigliere di amministrazione (record battuto solo da Mons. Andrea Spada, direttore per 51 anni dell'Eco di Bergamo). Il Giornale, che all’ingresso di Lanzani non raggiungeva le 35.000 copie di tiratura, negli anni Novanta arrivò a 70.000 copie e fu per molto tempo il quotidiano di provincia con la massima tiratura a livello nazionale.
Sotto la sua guida il Giornale di Brescia intervenne fattivamente nei grandi eventi tragici, dal terremoto del Friuli alla guerra in Kosovo, allo tsunami nel Sud-est asiatico, e promosse infinite iniziative culturali, fra le quali spicca la mostra “Dalla pergamena al Monitor. I tesori della Biblioteca Queriniana, la stampa, il libro elettronico”, tenutasi presso il Museo di S. Giulia a Brescia nel 2004. Un dotto ma fruibilissimo excursus attraverso mille anni di parola scritta e di immagine come mezzi essenziali di comunicazione tra gli uomini.
Coltissimo, curiosissimo e lettore accanito, Lanzani spaziava dai lirici greci in lingua originale alla profonda conoscenza della natura e dello spazio. Non pago di assistere alla vita della sua Città dalla scrivania, abbinò sempre alla professione principale incarichi in vari settori con spiccata attenzione ai giovani e all’istruzione.
Per diversi anni ebbe la cattedra di Storia della stampa e dell’editoria nella Facoltà di Lettere e Filosofia – Diploma Universitario per operatori di beni culturali – dell’Università Cattolica del Sacro Cuore di Brescia. Ricoprì la carica di vicepresidente e presidente dell'Istituto Professionale per l'Industria e l'Artigianato “Moretto” di Brescia, e partecipò alla fondazione dell'Associazione delle Scuole Materne e degli Asili (ADASM) di Brescia.
Fu vicepresidente dell'Associazione Arte e Spiritualità, consigliere della Fondazione Banca San Paolo, della Fondazione della Comunità Bresciana, presidente del Rotary Club e del Centro di Documentazione (Ce.Doc).
Ad un certo punto fu attratto dalla politica, ma ben presto se ne distaccò rinunciando anche alla candidatura a sindaco di Brescia.

## Premi e riconoscimenti
- 1970: premio giornalistico “Il Premiolino”
- 1987: premio Hemingway. In seguito, fu membro della Giuria del Premio per 12 anni
- 2 Paul Harris Fellow del Rotary Club International